# Nybyggare i rymden
Nybyggare i rymden (engelska: Farmer in the Sky) är en science fiction-roman av Robert A. Heinlein, ursprungligen utgiven 1950 och som handlar om en pojke som med sin familj lämnar jorden och migrerar till Ganymedes, som genomgår en terraformeringsprocess. Den publicerades 1950 även i tidskriften Boys' Life under titeln "Satellite Scout". 2001 tilldelades den priset Retro Hugo.

### Fotnoter
1. ↑  Conklin, Groff (februari 1951). ”Galaxy's 5 Star Shelf”. Galaxy Science Fiction:  ss. 99. http://archive.org/stream/galaxymagazine-1951-02/Galaxy_1951_02#page/n99/mode/2up. Läst 8 augusti 2014.
2. ↑  Awardswinners